# Trachelobdella oregonensis
Trachelobdella oregonensis är en ringmaskart som beskrevs av Burreson 1976. Trachelobdella oregonensis ingår i släktet Trachelobdella och familjen fiskiglar. Inga underarter finns listade i Catalogue of Life.